# Еді Біві
Еді Біві (італ. Edi Bivi, нар. 11 січня 1960, Ліньяно-Сабб'ядоро) — італійський футболіст, що грав на позиції нападника. По завершенні ігрової кар'єри — тренер.
Виступав у Серії А за клуби «Катандзаро», «Барі» та «Пескара». Крім того грав за низку нижчолігових італійських клубів, а також молодіжну збірну Італії.

## Клубна кар'єра
Народився 11 січня 1960 року в місті Ліньяно-Сабб'ядоро. Вихованець футбольної школи клубу «Фіорентина». У дорослому футболі дебютував 1978 року виступами за команду «Местрина», в якій провів три сезони, взявши участь у 81 матчі Серії С2.
Влітку 1981 року перейшов у «Катандзаро», де мав замінити Массімо Паланку, що перейшов у «Наполі». У своєму першому сезоні у вищому дивізіоні Біві забив 12 голів (включаючи переможний гол на «Сан-Сіро» проти «Мілана») і став другим найкращим бомбардиром першості після Роберто Пруццо, а калабрійська команда завершила сезон на сьомому місці та вийшла у півфінал Кубка Італії. У наступному сезоні Біві і «Катандзаро» виступили значно гірше і опинились на останньому місці в турнірній таблиці, вилетівши в Серію B. Там у сезоні 1983/84 років він забив 14 голів (на один менше, ніж найкращий бомбардир Марко Пасьйоне), втім команда знову фінішувала на останньому місці та вилетіла до Серії C1.
У 1984 році Біві перейшов до ««Барі» з Серії B за 4 мільярди лір і став найкращим бомбардиром чемпіонату із 20 голами, чим допоміг «Барі» вийти в Серію А. У наступні два сезони (один у вищому дивізіоні та один у Серії B) Еді втратив місце у основі завдяки покупці англійського форварда Пола Райдаута і він забив загалом лише 4 голи.
У 1987 році Біві перебрався до клубу «Трієстина» за 800 мільйонів лір. У новій команді забив 14 голів, але вона посіла 19 місце і вилетіла в Серію C, через що нападник перейшов у «Кремонезе». У складі «гріджіороссі» він забив 14 голів і отримав друге у своїй кар'єрі підвищення до Серії А після перемоги в плей-оф у серії пенальті проти «Реджини». Тим не менш Еді у вищому дивізіоні не зіграв, оскільки напередодні початку того сезону був проданий до «Монци». Там Біві забив 10 голів, включаючи дубль, який дозволив обіграти з рахунком 2:0 «Торіно» в останньому турі і потрапити у плей-аут проти «Мессіни». Втім програвши його 0:1 «Монца» вилетіла в Серію C.
Своєю грою за останню команду привернув увагу представників тренерського штабу клубу «Пескара», до складу якого приєднався 1990 року. Відіграв за пескарський клуб наступні чотири сезони своєї ігрової кар'єри. Більшість часу, проведеного у складі «Пескари», був основним гравцем команди. Під керівництвом Джованні Галеоне у сезоні 1991/92 років він забив 12 голів і втретє у кар'єрі вийшов до Серії А. У вищому дивізіоні Біві забив 3 м'ячі, а команда посіла останнє місце у турнірній таблиці і повернулась до Серії В, де Еді провів з командою ще один рік.
1994 року Біві залишив «Пескару» і протягом 1994—1997 років захищав кольори нижчолігових клубів «Джорджоне», «Ліворно», «Оспіталетто» та «Ортона». Всього він провів 93 матчі і забив 20 голів у Серії А та 274 матчі з 92 голами в Серії B.
Завершив ігрову кар'єру у аматорській команді «Імолезе», за яку виступав протягом 1997—1998 років у Серії D.

## Виступи за збірну
Протягом 1981—1982 років залучався до складу молодіжної збірної Італії, разом з якою став чвертьфіналістом молодіжного чемпіонату Європи 1982 року. На молодіжному рівні зіграв у 3 офіційних матчах.

## Кар'єра тренера
Розпочав тренерську кар'єру, повернувшись до футболу після невеликої перерви, 2002 року, очоливши тренерський штаб клубу «Кастельнуово Вомано», з якою вилетів з Еччеленци Абруцці за підсумками сезону 2002/03.
Протягом тренерської кар'єри також очолював аматорські команди «Термолі», «Атрія», «Про Васто» та «Атлетіко Бовілле».
Наразі останнім місцем тренерської роботи був клуб «Атлетіко Бовілле», головним тренером команди якого Еді Біві був недовго у 2011 році.